# Farang
Farang (em tailandês:  ฝรั่ง - [faràŋ]) é uma palavra genérica tailandesa que refere alguém de ascendência europeia, sem importância dada sobre o país ocidental em específico. Edmund Roberts, enviado dos Estados Unidos, em 1833, definiu o termo como "Frank" para "Europeu". As pessoas de ascendência africana podem ser chamadas de farang dam (em tailandês: ฝรั่ง ดำ; "farang negro") por forma a que exista um distinção entre as pessoas brancas. Isto teve início durante a Guerra do Vietnã, quando as Forças Armadas dos Estados Unidos estabeleceram bases na Tailândia.